# Why I Love You
Why I Love You – piąty singel amerykańskich raperów Jay-Z i Kanye Westa, we współpracy z Mr Hudsonen, z ich pierwszego wspólnego albumu Watch the Throne. Został oficjalnie wysłany do Rhythmic Radio 13 września 2011 roku, natomiast do radia mainstreamowego 4 października 2011 roku. 